# Nieuil-l’Espoir
Nieuil-l’Espoir – miejscowość i gmina we Francji, w regionie Nowa Akwitania, w departamencie Vienne.
Według danych na rok 2017 gminę zamieszkiwały 2 718 osoby, a gęstość zaludnienia wynosiła 130 osób/km² (wśród 1467 gmin regionu Poitou-Charentes, Nieuil-l’Espoir plasuje się na 181. miejscu pod względem liczby ludności, natomiast pod względem powierzchni na miejscu 376.).